# Platipnea
La platipnea è la comparsa di difficoltà respiratoria in posizione eretta o seduta che migliora con la posizione distesa. Tale condizione è stata descritta per la prima volta nel 1949 e denominata nel 1969. È la condizione opposta dell'ortopnea.
Una condizione correlata, l'ortodeossia, è invece il riscontro clinico di una bassa saturazione arteriosa di ossigeno in posizione eretta, che si innalza una volta che il paziente si pone supino.
La platipnea e l'ortodeossia spesso coesistono in una cosiddetta sindrome platipnea-ortodeossia. Tale sindrome è considerata estremamente rara.